# Pteridaceae
Las pteridáceas (nombre científico Pteridaceae) son una familia de helechos del orden Polypodiales, según la moderna clasificación de Christenhusz et al. 2011 basada en el sistema de Smith et al. (2006).

## Taxonomía
Introducción teórica en Taxonomía
La clasificación más actualizada es la de Christenhusz et al. 2011 (basada en Smith et al. 2006, 2008); que también provee una secuencia lineal de las licofitas y monilofitas.
- Familia 31. Pteridaceae E.D.M.Kirchn., Schul-Bot.: 109 (1831). Sinónimos: Parkeriaceae Hook., Exot. Fl. 2: adt. 147 (1825), nom. rej. en favor de Adiantaceae Newman (1840). Adiantaceae Newman, Hist. Brit. Ferns: 5 (1840), nom. cons. Acrostichaceae Mett. ex A.B.Frank in J.Leunis, Syn. Pflanzenk., ed. 2, 3: 1453 (1874). Ceratopteridaceae Underw., Our Native Ferns, ed. 6: 65 (1900). Sinopteridaceae Koidz., Acta Phytotax. Geobot. 3: 50 (1934). Vittariaceae Ching, Sunyatsenia 5: 210 (1940). Negripteridaceae Pic.Serm., Nuovo Giorn. Bot. Ital., ser. 2, 53: 160 (1946). Platyzomataceae Nakai, Bull. Natl. Sci. Mus. Tokyo 29: 4 (1950). Actiniopteridaceae Pic.Serm., Webbia 17: 5 (1962). Cryptogrammaceae Pic.Serm., Webbia 17: 299 (1963). Hemionitidaceae Pic.Serm., Webbia 21: 487 (1966). Cheilanthaceae B.K.Nayar, Taxon 19: 233 (1970). Taenitidaceae Pic.Serm., Webbia 29: 1 (1975). Antrophyaceae Ching, Acta Phytotax. Sin. 16: 11 (1978). Anopteridaceae Doweld, Tent. Syst. Pl. Vasc. (Tracheophyta): 2 (2001).

50-60 géneros (53 aceptados aquí). Referencias: Beck et al. (2010), Gastony & Johnson (2001), Gastony & Rollo (1995, 1998), Grusz et al. (2009), Kirkpatrick (2007), Nakazato & Gastony (2001), Prado et al. (2007), Rohfelds et al. (2008), Ruhfel et al. (2008), Sánchez-Barracaldo (2004), Schuettpelz et al. (2007), Windham et al. (2009), Zhang et al. (2005, 2007).
- -     -       - Subfamilia 31a. Cryptogrammoideae S.Linds. Edinburgh J. Bot. 66(2): 358. 2009 (Coniogramme, Cryptogramma, Llavea).
      - Subfamilia 31b. Ceratopteridoideae (J.Sm.) R.M.Tryon, Amer. Fern J. 76: 184 (1986). Sinónimo: ‘Parkerioideae’ de Smith et al. (2006a), nom. nud. (Acrostichum, Ceratopteris ).
      - Subfamilia 31c. Pteridoideae C.Chr. ex Crabbe, Jermy & Mickel, Fern Gaz. 11: 153 (1975). Sinónimo: Taenitidoideae (C.Presl) R.M.Tryon, Amer. Fern J. 76: 184 (1986). (Actiniopteris, Anogramma, Aspleniopsis, Austrogramme, Cerosora, Cosentinia, Jamesonia, Nephopteris, Onychium, Pityrogramma, Platyzoma, Pteris, Pterozonium, Syngramma, Taenitis)

Nota: Eriosorus está unido con Jamesonia (Sánchez-Barracaldo 2004) y Neurocallis y Platyzoma están unidos a Pteris (Schuetpeltz & Pryer 2007).
- -     -       - Subfamilia 31d. Cheilanthoideae W.C.Shieh, J. Sci. Engin. (Nation. Chung-Hsing Univ.) 10: 211 (1973). (Adiantopsis, Aleuritopteris, Argyrochosma, Aspidotis, Astrolepis, Bommeria, Calciphilopteris, Cassebeera, Cheilanthes, Cheiloplecton, Doryopteris, Hemionitis, Mildella, Notholaena, Paraceterach, Paragymnopteris, Pellaea, Pentagramma, Trachypteris, Tryonella).

Nota: La clasificación de géneros de helechos de la familia Cheilanthoideae no es estable porque muchos de los conceptos de género no comprenden unidades naturales, por ejemplo, Paraceterach como clasificada por Tryon et al. (1990) es parafilético (Kirkpatrick 2007) y embebido en Pellaea s.l. Los helechos cheilantoides están bajo estudio ahora en el laboratorio de Pryer lab (Beck et al. 2010, Grusz et al. 2009, Rothfels et al. 2008, Windham et al. 2009).
- -     -       - Subfamilia 31e. Vittarioideae (C.Presl) Crabbe, Jermy & Mickel, Fern Gaz. 11: 154 (1975). Sinónimo: Adiantoideae (C.Presl) R.M.Tryon, Amer. Fern J. 76: 184 (1986). (Adiantum, Ananthacorus, Anetium, Antrophyum, Haplopteris, Hecistopteris, Monogramma, Polytaenium, Radiovittaria, Rheopteris, Scoliosorus, Vittaria).

Nota: Los helechos vittarioides están embebidos en el género Adiantum, por eso aquí son tratados en una única subfamilia. Adiantum necesita revisión taxonómica.

### ClasificaciónsensuSmithet al.(2006)[4]
Ubicación taxonómica:
Plantae (clado), Viridiplantae, Streptophyta, Streptophytina, Embryophyta, Tracheophyta, Euphyllophyta, Monilophyta, Clase Polypodiopsida, Orden Polypodiales, Familia Pteridaceae.
Sinónimos: Pteroides, Pteridoides, Acrostichaceae, Actiniopteridaceae, Adiantaceae —adiantoides—, Anopteraceae, Antrophyaceae, Ceratopteridaceae, Cheilanthaceae —cheilanthoides—, Cryptogrammaceae, Hemionitidaceae, Negripteridaceae, Parkeriaceae, Platyzomataceae, Sinopteridaceae, Taenitidaceae —taenitidoides—, Vittariaceae —vittarioides—.
Cerca de 50 géneros. Algunos géneros son notoriamente polifiléticos o parafiléticos y necesitan revisión (por ej. Cheilanthes).
Algunos géneros de la familia son:
Acrostichum
Actiniopteris
Adiantopsis
Adiantum
Aleuritopteris
Ananthacorus (vittarioide)
Anetium (vittarioide)
Anogramma
Antrophyum (vittarioide)
Argyrochosma
Aspidotis
Astrolepis
Austrogramme
Bommeria
Cassebeera
Ceratopteris (3 especies, monofilético, se anida dentro de Pteridaceae en todos los análisis moleculares, y parece ser hermano de Acrostichum —Hasebe et al. 1995, Pryer et al. 1995—. Tiene una cantidad de fuertes autapomorfías que lo separan de otras pteridáceas: esporas con crestas gruesas con estrías paralelas, 32 o menos esporas por esporangio, esprangios con anillo mal definido, hábito acuático, x = 38. Por eso muchos taxónomos la han puesto en su propia familia, Parkeriaceae —por ejemplo, Copeland 1947, Pichi Sermolli 1977—. Muchas de estas autapomorfías —como el número reducido de esporas, la pérdida del anillo— parecen ser una consecuencia de su deriva hacia los hábitats acuáticos.)
Cerosora
Cheilanthes
Cheiloplecton
Coniogramme
Cosentinia (Nakazato y Gastony 2001)
Cryptogramma
Doryopteris
Eriosorus
Haplopteris (vittarioide)
Hecistopteris (vittarioide)
Hemionitis
Holcochlaena
Jamesonia
Llavea
Mildella
Monogramma (vittarioide)
Nephopteris
Neurocallis
Notholaena
Ochropteris
Onychium
Paraceterach
Parahemionitis
Pellaea (Kirkpatrick, no publicado, citado en Smith et al. 2006)
Pentagramma
Pityrogramma
Platyloma
Platyzoma (a veces reconocida como una familia aparte, es aberrante en el número de cromosomas que es x = 38 —Tyndale y Roy 2002—, y en tener esporas dimórficas, por eso se dice que tienen una "heterosporía incipiente" —Tyron 1964—, pero se anida dentro de otros géneros de Pteridaceae, subfamilia Pteridoideae —Hasebe et al. 1995, Pryer et al. 1995—)
Polytaenium (vittarioide)
Pteris (incl. Afropteris, Anopteris)
Pterozonium
Radiovittaria (vittarioide)
Rheopteris (vittarioide, su presencia en este clado ahora está claro —Huiet y Smith, datos no publicados, citado en Smith et al. 2006—.)
Scoliosorus (vittarioide)
Syngramma
Taenitis
Trachypteris
Vittaria (vittarioide)
Los géneros vittarioides comparten estas características: láminas lineales, casi siempre simples. Soros a lo largo de las venas o en surcos irregulares. Tallo con escamas clatradas. En la epidermis de la lámina hay células "espiculares" (carácter compartido con unos pocos géneros de Pteridaceae, como Adiantum). Esporas predominantemente trilete, pero han ocurrido reversiones a la condición monolete en Vittaria.
Cerca de 950 especies.

## Filogenia
Introducción teórica en Filogenia
Según Smith et al. (2006), la familia así definida es monofilética (Gastony y Rollo 1995 y 1998, Hasebe et al. 1995, Pryer et al. 1995, Gastony y Jhonson 2001, Schneider et al. 2004c, Zhang et al. 2005).
Smith et al. (2006), Pteridaceae está compuesto por 5 grupos monofiléticos, si fuera formalmente dividida para reflejarlo, dándoles el rango de familia o de subfamilia, los siguientes taxones deberían ser reconocidos:
1. Parkeriaceae (o Parkerioideae si subfamilia), con los géneros Acrostichum y Ceratopteris.
2. Adiantaceae (o Adiantoideae si subfamilia), con el género Adiantum y los 10 géneros vittarioides (Crane et al. 1995, Hasebe et al. 1995, Hennipman 1996, Crane 1997, Huiet y Smith, datos no publicados, citados en Smith et al. 2006).
3. Cryptogrammaceae (sin nombre de subrfamilia disponible), con los géneros Coniogramme, Cryptogramma, y Llavea (Zhang et al. 2005).
4. Sinopteridaceae (o Cheilanthoideae si subfamilia)
5. Pteridaceae sensu stricto (o Pteridoideae), con los géneros Pteris (que quizás no sea monofilético), los géneros afines a él, y los helechos taenitioides (Taenitis y afines, Sánchez-Baracaldo 2004a y 2004b).

## Ecología
Terrestres, epilíticas o epífitas.
Subcosmopolitas, más numerosas en los trópicos y regiones áridas.

## Caracteres
Con las características de Pteridophyta.
Rizomas largamente rastreros a cortamente rastreros. Ascendentes, suberectos, o erectos. Con escamas (menos seguido, solamente pelos).
Láminas monomórficas, o hemidimórficas, o dimórficas en unos pocos géneros. Láminas simples (mayormente en los vittarioides), o pinadas, o a veces pedadas ("pedate"), a veces descompuestas. Venas libres y bifurcaddas, o varias veces anastomosadas y formando un patrón reticular in venillas inclusas.
Esporangios agrupados en soros marginales o intramarginales, sin indusio verdaderos, muchas veces protegidos por el margen reflejo de la lámina; o bien esporangios a lo largo de las venas.
Esporangios con un anillo vertical interrumpido, receptáculos no alzados o sólo oscuramente alzados.
Esporas globosas o tetrahédricas, con marca trilete, variadamente ornamentadas.
Número de cromosomas: x =29, 30